# IFK Osby
IFK Osby är en idrottsförening från Osby i Skåne. Herrarnas fotbollslag spelar säsongen 2024 i division 5 Nordöstra Skåne. Spelardräkten har historiskt varit gul tröja och svarta byxor, eller vit tröja och blå byxor. 
I dag har IFK Osby tre lag på seniornivå - ett herrlag, ett damlag och ett juniorlag. Utöver detta har de pojk- och flicklag i åldergrupperna 2008-2016 o. Föreningen har idag ca 500 medlemmar.

## Historia
På 1980-talet spelade Osby i division 2 (nuvarande Ettan) mot storheter som Helsingborgs IF, Kalmar FF, Jönköpings Södra och Halmia, och fostrade bl.a. talanger som målvakten Pål Lundin vilken gjorde karriär i Östers IF i Allsvenskan.
Klubben gjorde en snabb klättring genom seriesystemet under 2010-talet. Under ledning av tränaren Ulf Larsson, med ett förflutet som elittränare i bland annat Malmö FF:s damlag och Trelleborgs FF, klättrade klubben på fyra säsonger från division 6 upp till division 3. Debutsäsongen i division 3, 2014, slutade sånär med ytterligare en uppflyttning men i kvalspelet till division 2 förlorade klubben mot Nosaby IF. Klättringen genom seriesystemet fick sedan ett abrupt slut när klubben säsongen 2015 istället trillade ur division 3 och fick starta om i division 4. Någonting som medförde att tränaren Ulf Larsson tackade för sig. Säsongen efter lyckas man hålla sig kvar i Div 4 och säsongen därefter tar man sig upp till Division 3 igen.
I samband med de framgångsrika åren valde även Jonas Thern att flytta sin framgångsrika fotbollsakademi Calcio från Värnamo till Osby, då den hösten 2014 startade upp i samhället i samarbete med IFK Osby. För tillfället är åldersgrupperna på Calcio 00-02.

## Arena
Föreningens seniorlag spelar sina matcher på Osby IP, som har tre stycken elvamannaplaner varav en är på konstgräs. Flertalet ungdomsmatcher spelas på Gamleby IP, i utkanterna av byn. 

## Spelare

### Spelartruppen Herrlag 2022[9]
| Nummer      | Land      | Spelare           | Ålder     | Kom från            | Moderklubb     |
| Målvakter   | Målvakter | Målvakter         | Målvakter | Målvakter           | Målvakter      |
| ----------- | --------- | ----------------- | --------- | ------------------- | -------------- |
| 26          |           | Salem Zahroon     | 37        | Strömsborgs IF      |                |
| 1           | Sverige   | Kristoffer Blom   | 15        | Mala IF             | IFK Hässleholm |
| Försvarare  |           |                   |           |                     |                |
| 2           | Sverige   | Colin Kroon       | 16        | Egen Produkt        | IFK Osby       |
| 19          | Sverige   | Alex Uhlin        | 18        | Egen Produkt        | IFK Osby       |
| 16          | Sverige   | Lukas Andreasson  | 19        | Egen Produkt        | IFK Osby       |
| 8           | Sverige   | Otto Nilsson      | 23        | Hässleholms IF      | Hässleholms IF |
| 12          | Sverige   | Caesar Lorentzson | 19        | Egen Produkt        | IFK Osby       |
| 20          | Sverige   | Victor Berg       | 19        | Egen Produkt        | IFK Osby       |
| Mittfältare |           |                   |           |                     |                |
| 3           | Sverige   | Melker Engqvist   | 19        | Egen Produkt        | IFK Osby       |
| 7           | Sverige   | Algot Pramberg    | 20        | Mala IF             | Hässleholms IF |
| 4           | Sverige   | Ludvig Lindmark   | 22        | Millikin University | IFK Osby       |
| 10          | Sverige   | Alexander Saistam | 17        | Egen Produkt        | IFK Osby       |
| 14          | Sverige   | August Bengtsson  | 17        | Egen Produkt        | IFK Osby       |
| Anfallare   |           |                   |           |                     |                |
| 6           | Sverige   | Alvin Palmgren    | 17        | Egen Produkt        | IFK Osby       |
| 9           | Sverige   | Malte Nilsson     | 19        | Hässleholms IF      | Hässleholms IF |
| 11          | Sverige   | Kevin Zenthio     | 23        | Hässleholms IF      | Bjärnums GoIF  |
| 13          | Sverige   | Arian Mikic       | 16        | Egen Produkt        | IFK Hässleholm |
| 15          | Sverige   | Jonny Ahlbin      | 27        | -                   | -              |
| 17          | Sverige   | Fares Al-Matari   | 20        | -                   | -              |
| 18          | Sverige   | Edem Hetcheli     | 27        | -                   | IFK Hässleholm |

### Kända spelare
- Pål Lundin
- Hampus Nilsson
- Daniel Ask
- Peter Maguire